# Michael Holton
Michael David Holton (Seattle, Washington, 4 de agosto de 1961) es un exjugador y exentrenador de baloncesto estadounidense que disputó seis temporadas en la NBA, además de jugar en la CBA. Con 1,90 metros de estatura, jugaba en la posición de escolta. Como entrenador dirigió durante 5 temporadas a la Universidad de Portland de la División I de la NCAA.

## Trayectoria deportiva

### Universidad
Jugó durante cuatro temporadas con los Bruins de la Universidad de California en Los Ángeles, en las que promedió 7,1 puntos, 2,6 rebotes y 2,2 asistencias por partido. En su primera temporada, actuando como titular, llegó a disputar la final del torneo de la NCAA, en la que cayeron ante Louisville 59-54.

### Profesional
Fue elegido en la quincuagésimo tercera posición del Draft de la NBA de 1983 por Golden State Warriors, pero fue despedido antes del comienzo de la temporada, jugando un año con los Puerto Rico Coquis de la CBA.
En 1984 ficha como agente libre por los Phoenix Suns, donde en su primera temporada es titular en 59 de los 74 partidos que disputa, promediando 8,4 puntos y 2,7 asistencias por partido. Poco después de comenzada la temporada 1985-86 fue despedido, firmando dos meses más tarde un contrato por diez días con los Chicago Bulls, quienre finalmente le renovaron hasta el final de la temporada, jugando 24 partidos en los que promedió 7,1 puntos y 2,0 asistencias.
Al año siguiente, los Bulls deciden no igualar la oferta de Portland Trail Blazers por el jugador, recibiendo a cambio una futura segunda ronda del draft. En los Blazers disputa dos temporadas saliendo desde el banquillo, siendo la más destacada la segunda, en la que promedia 5,3 puntos y 2,6 asistencias. En 1988 se produce un Draft de Expansión por la llegada de nuevos equipos a la liga, siendo elegido por los Charlotte Hornets, donde su  única temporada completa en el equipo fue la más destacada de su carrera, promediando 8,3 puntos y siendo el segundo mejor pasador del equipo tras Muggsy Bogues con 6,3 asistencias por partido.
Tras perderse más de la mitad de la temporada 1989-90 por lesión, es despedido, acabando su carrera jugando dos temporadas más en la CBA.

### Entrenador
Comenzó su carrera de entrenador ejerciendo de asistente en 1993 en el pequeño Pasadena City College para el que fuera su entrenador en su etapa de high school, George Terzian, para posteriormente desempeñar la misma función en la Universidad de Portland, la Universidad de Oregon State, su alma mater, UCLA, y finalmente actuando como entrenador principal de la Universidad de Portland entre 2001 y 2006, consiguiendo 54 victorias por 91 derrotas.

## Estadísticas de su carrera en la NBA

### Temporada regular
| Temporada | Edad | Equipo                 | Liga | P   | TIT | MIN  | TC  | TCA | %TC  | 3P  | 3PA | %3P  | TL  | TLA | %TL  | R.OF. | R.DEF. | REB | ASIS | ROB | TAP | PER | FP  | PTS |
| 1984-85   | 23   | Phoenix Suns           | NBA  | 74  | 59  | 23.8 | 3.5 | 7.8 | .446 | 0.2 | 0.6 | .311 | 1.3 | 1.6 | .814 | 0.4   | 1.4    | 1.8 | 2.7  | 0.8 | 0.1 | 1.7 | 1.9 | 8.4 |
| 1985-86   | 24   | TOTAL                  | NBA  | 28  | 0   | 18.3 | 2.8 | 6.3 | .440 | 0.0 | 0.4 | .083 | 1.0 | 1.6 | .636 | 0.4   | 0.8    | 1.2 | 2.0  | 0.9 | 0.0 | 1.0 | 1.7 | 6.5 |
| 1985-86   | 24   | Phoenix Suns           | NBA  | 4   | 0   | 16.3 | 1.0 | 5.0 | .200 | 0.0 | 0.5 | .000 | 1.0 | 1.5 | .667 | 0.3   | 0.5    | 0.8 | 1.8  | 0.5 | 0.0 | 1.0 | 1.8 | 3.0 |
| 1985-86   | 24   | Chicago Bulls          | NBA  | 24  | 0   | 18.6 | 3.0 | 6.5 | .471 | 0.0 | 0.4 | .100 | 1.0 | 1.6 | .632 | 0.4   | 0.8    | 1.3 | 2.0  | 1.0 | 0.0 | 1.0 | 1.7 | 7.1 |
| 1986-87   | 25   | Portland Trail Blazers | NBA  | 58  | 1   | 8.3  | 1.2 | 2.9 | .409 | 0.1 | 0.4 | .304 | 0.8 | 0.9 | .800 | 0.2   | 0.5    | 0.7 | 1.3  | 0.3 | 0.0 | 0.7 | 0.9 | 3.3 |
| 1987-88   | 26   | Portland Trail Blazers | NBA  | 82  | 2   | 15.6 | 2.0 | 4.3 | .462 | 0.0 | 0.2 | .200 | 1.3 | 1.6 | .829 | 0.6   | 1.2    | 1.8 | 2.6  | 0.5 | 0.1 | 1.0 | 1.9 | 5.3 |
| 1988-89   | 27   | Charlotte Hornets      | NBA  | 67  | 60  | 25.3 | 3.2 | 7.5 | .427 | 0.0 | 0.2 | .214 | 1.8 | 2.1 | .839 | 0.4   | 1.1    | 1.6 | 6.3  | 1.0 | 0.2 | 1.8 | 2.5 | 8.3 |
| 1989-90   | 28   | Charlotte Hornets      | NBA  | 16  | 0   | 6.8  | 0.9 | 1.6 | .538 | 0.0 | 0.0 |      | 0.1 | 0.1 | .500 | 0.1   | 0.1    | 0.1 | 1.0  | 0.1 | 0.0 | 0.8 | 1.2 | 1.8 |
| Total     |      |                        | NBA  | 325 | 122 | 18.0 | 2.4 | 5.6 | .441 | 0.1 | 0.3 | .257 | 1.2 | 1.5 | .807 | 0.4   | 1.0    | 1.4 | 3.0  | 0.6 | 0.1 | 1.3 | 1.8 | 6.2 |

### Playoffs
| Temp.   | Edad | Equipo                 | Liga | P | MIN | TCA | TC | 3PA | 3P | TLA | TL | R.OF. | REB | ASIS | ROB | TAP | PER | FP | PTS | %TC  | %3P  | %FT   | MIN  | PTS | REB | AST |
| 1984-85 | 23   | Phoenix Suns           | NBA  | 3 | 55  | 9   | 19 | 0   | 4  | 4   | 4  | 0     | 2   | 9    | 0   | 0   | 3   | 8  | 22  | .474 | .000 | 1.000 | 18.3 | 7.3 | 0.7 | 3.0 |
| 1986-87 | 25   | Portland Trail Blazers | NBA  | 2 | 9   | 1   | 2  | 0   | 0  | 0   | 0  | 0     | 1   | 0    | 0   | 0   | 0   | 1  | 2   | .500 |      |       | 4.5  | 1.0 | 0.5 | 0.0 |
| 1987-88 | 26   | Portland Trail Blazers | NBA  | 4 | 34  | 3   | 13 | 0   | 1  | 0   | 0  | 1     | 5   | 6    | 2   | 0   | 1   | 6  | 6   | .231 | .000 |       | 8.5  | 1.5 | 1.3 | 1.5 |
| Total   |      |                        | NBA  | 9 | 98  | 13  | 34 | 0   | 5  | 4   | 4  | 1     | 8   | 15   | 2   | 0   | 4   | 15 | 30  | .382 | .000 | 1.000 | 10.9 | 3.3 | 0.9 | 1.7 |